# 马穆楚
马穆楚（法語：Mamoudzou，法語發音：[mamudzu]），法国海外省马约特的一个市镇，同时也是该省的省会，其市镇面积为42.3平方公里，2018时人口数量为71,437人，是该省人口最多的城市，在法国城市中排名第71位。
马穆楚位于马约特主岛格朗德特尔岛的东北部，隔海与珀蒂特特尔岛及藻德济相望。马穆楚是马约特的首府，是该岛的政治、军事、科教和文化中心，其附近建有国际机场，可通过固定航线前往法国本土以及留尼汪。

## 地名来源
“Mamoudzou”一名可能来源于马约特语，其具体来源及含义尚有待考证。

## 历史
马穆楚的早期历史尚不清楚，其所在的马约特岛历史上长期为萨卡拉瓦人的活动范围，1841年成为法国的一处海外殖民地。彼时，因地形及气候条件限制，法国殖民者选择在土地相对平坦的藻德济作为行政中心，并在此兴建了城塞以及邮局、学校等设施，而与藻德济隔海峡相望的格朗德特尔岛则基本未被开发。二战后，马约特曾一度爆发独立运动，在1976年的公投中，当地超过63%的居民反对马约特独立，但已经独立的科摩罗仍然认为马约特是自己的领土。同年，马约特政府迁至马穆楚，其省政府大楼成为当地的首个现代建筑。自20世纪80年代起，马穆楚城市面积逐年扩张，当地人口数量快速增加，至1987年已超过藻德济，成为马约特人口最多的城市。2011年，马约特成为法国的一个海外省，其省会定址于马穆楚。

## 地理

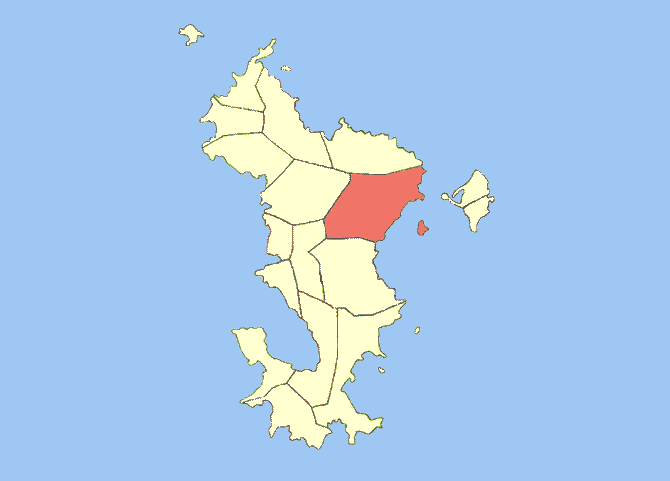
马穆楚（红色）在马约特的位置

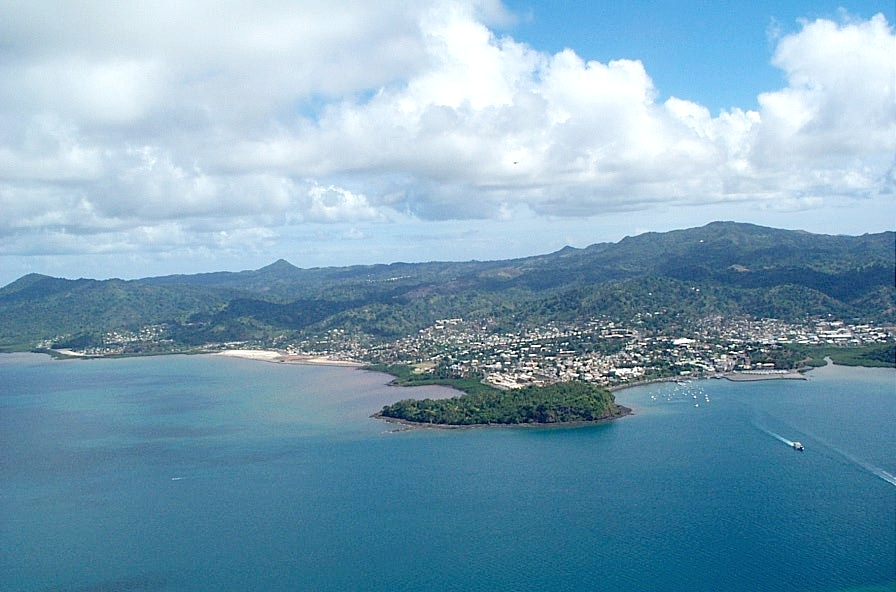
鸟瞰马穆楚市区

马穆楚位于法国格朗德特尔岛的东北部，距离法国首都巴黎的直线距离大约8,042公里。马穆楚东南的姆布济岛亦为马穆楚的市镇管辖范围。与马穆楚接壤的市镇包括：昆古、钦戈尼、旺加尼和登贝尼。

### 地形
马穆楚位于马约特岛东北部的一处山前平原前方，临海部分地势平坦，市区北侧及东侧则多为山地，全境海拔在0到570米之间。

### 水文
马穆楚位于一处海峡西侧，马任比尼河（Majimbini）自西北向东南流经市区西南部。

### 植被
马穆楚属于热带雨林区，林地广泛分布于河流及山地地区。市区东端的马哈布角（Pointe de Mahabou）是当地主要城市绿地公园，此外林地广泛分布于沿海及山地地区。
在鲜花城市的评比中，马穆楚暂未被评级。

### 气候
马穆楚在柯本气候分类法中属于热带季风气候，当地干湿两季降水变化明显。
马穆楚境内建有常年气象站，以下为该气象站的数据（其中日照数据取自藻德济机场）：
| 马穆楚 1981年－2019年 | 马穆楚 1981年－2019年 | 马穆楚 1981年－2019年 | 马穆楚 1981年－2019年 | 马穆楚 1981年－2019年 | 马穆楚 1981年－2019年 | 马穆楚 1981年－2019年 | 马穆楚 1981年－2019年 | 马穆楚 1981年－2019年 | 马穆楚 1981年－2019年 | 马穆楚 1981年－2019年 | 马穆楚 1981年－2019年 | 马穆楚 1981年－2019年 | 马穆楚 1981年－2019年 |
| 月份                  | 1月                   | 2月                   | 3月                   | 4月                   | 5月                   | 6月                   | 7月                   | 8月                   | 9月                   | 10月                  | 11月                  | 12月                  | 全年                  |
| --------------------- | --------------------- | --------------------- | --------------------- | --------------------- | --------------------- | --------------------- | --------------------- | --------------------- | --------------------- | --------------------- | --------------------- | --------------------- | --------------------- |
| 历史最高温 °C（°F）   | 34.5 (94.1)           | 34.2 (93.6)           | 34.7 (94.5)           | 34.8 (94.6)           | 34.7 (94.5)           | 33.2 (91.8)           | 31.8 (89.2)           | 32.2 (90.0)           | 33.8 (92.8)           | 33.4 (92.1)           | 33.8 (92.8)           | 34 (93)               | 34.8 (94.6)           |
| 平均高温 °C（°F）     | 31 (88)               | 31.3 (88.3)           | 32 (90)               | 32.4 (90.3)           | 31.5 (88.7)           | 30 (86)               | 29.3 (84.7)           | 29.6 (85.3)           | 30 (86)               | 30.6 (87.1)           | 30.7 (87.3)           | 31 (88)               | 30.8 (87.4)           |
| 日均气温 °C（°F）     | 27.9 (82.2)           | 28.1 (82.6)           | 28.5 (83.3)           | 28.7 (83.7)           | 28 (82)               | 26.7 (80.1)           | 25.8 (78.4)           | 25.7 (78.3)           | 26.1 (79.0)           | 26.8 (80.2)           | 27.4 (81.3)           | 27.8 (82.0)           | 27.3 (81.1)           |
| 平均低温 °C（°F）     | 24.8 (76.6)           | 24.9 (76.8)           | 25 (77)               | 25.1 (77.2)           | 24.6 (76.3)           | 23.4 (74.1)           | 22.3 (72.1)           | 21.9 (71.4)           | 22.2 (72.0)           | 23.1 (73.6)           | 24.1 (75.4)           | 24.7 (76.5)           | 23.8 (74.8)           |
| 历史最低温 °C（°F）   | 21.6 (70.9)           | 22 (72)               | 21.5 (70.7)           | 22 (72)               | 21.7 (71.1)           | 21 (70)               | 18.5 (65.3)           | 19.5 (67.1)           | 19.8 (67.6)           | 18.6 (65.5)           | 21.8 (71.2)           | 22 (72)               | 18.5 (65.3)           |
| 平均降水量 mm（）     | 317 (12.5)            | 247.9 (9.76)          | 256.7 (10.11)         | 74.2 (2.92)           | 42.6 (1.68)           | 25.9 (1.02)           | 12 (0.5)              | 19.8 (0.78)           | 26 (1.0)              | 48.5 (1.91)           | 91.4 (3.60)           | 164.6 (6.48)          | 1,326.6 (52.23)       |
| 月均日照時數          | 183.3                 | 174                   | 203.5                 | 232.7                 | 249.3                 | 236.3                 | 237.1                 | 254.7                 | 246.1                 | 251.2                 | 219.2                 | 207.5                 | 2,694.9               |
| 来源：infoclimat.fr   |                       |                       |                       |                       |                       |                       |                       |                       |                       |                       |                       |                       |                       |

## 行政区划
马穆楚是法国海外省马约特的一个市镇，编号为97611。马穆楚管理马穆楚第一、二和三县，同时也是当贝尼-马穆楚城市圈公共社区的办公驻地。
马穆楚市镇实行街区自治制度，其中卡维尼（Kawéni）和姆察佩雷-卡瓦尼-姆贡巴尼（M'tsapéré - Cavani - M'Gombani）两个街区为优先发展街区（ZUP）。
法国国家统计与经济研究所（简称）在进行数据统计时，将马穆楚单独设为马穆楚城市核心区（2020年库恩祖亦被划入），并将包括核心区在内的共15个市镇设为马穆楚城市区。自2020年起，马穆楚城市区被包含17个市镇的马穆楚城市辐射区代替。此外，还将马穆楚市镇分为了33个“块区”（IRIS），以便于统计人口分布情况。

## 交通

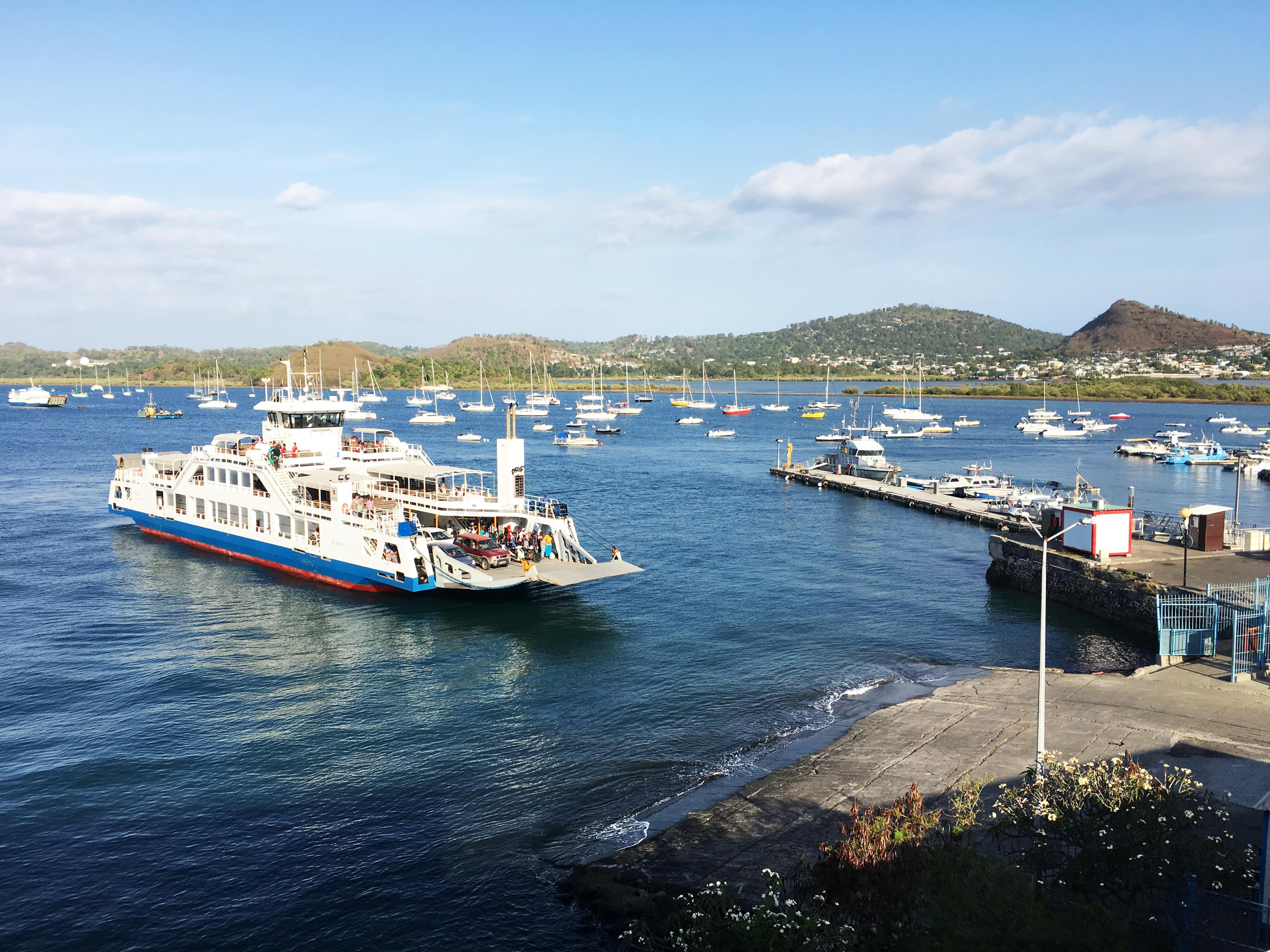
马穆楚的一艘轮渡船

### 公路
环绕格朗德特尔岛的公路从马穆楚市中心穿过，另有省道D3线纵深至岛屿内部。
2019年，马穆楚境内共发生各类交通事故169起，造成1人遇难，216人受伤。

### 铁路
马穆楚境内暂无铁路运输系统，亦无相关规划。

### 航空
藻德济-帕芒济机场位于珀蒂特特尔岛最南端，距离马穆楚市区大约6公里，需通过轮渡前往。该机场开行前往巴黎、圣但尼等地以及马达加斯加主要城市的固定航线。

### 城市公共交通
截至2022年7月，马穆楚暂无运营中的城市公共交通系统。当地政府曾规划名为“Caribus”的巴士系统，其工程项目原计划2019年开工，预计2023年投入使用。

### 航运
马穆楚与藻德济之间开行有轮渡航线。

## 政治

### 市政内阁

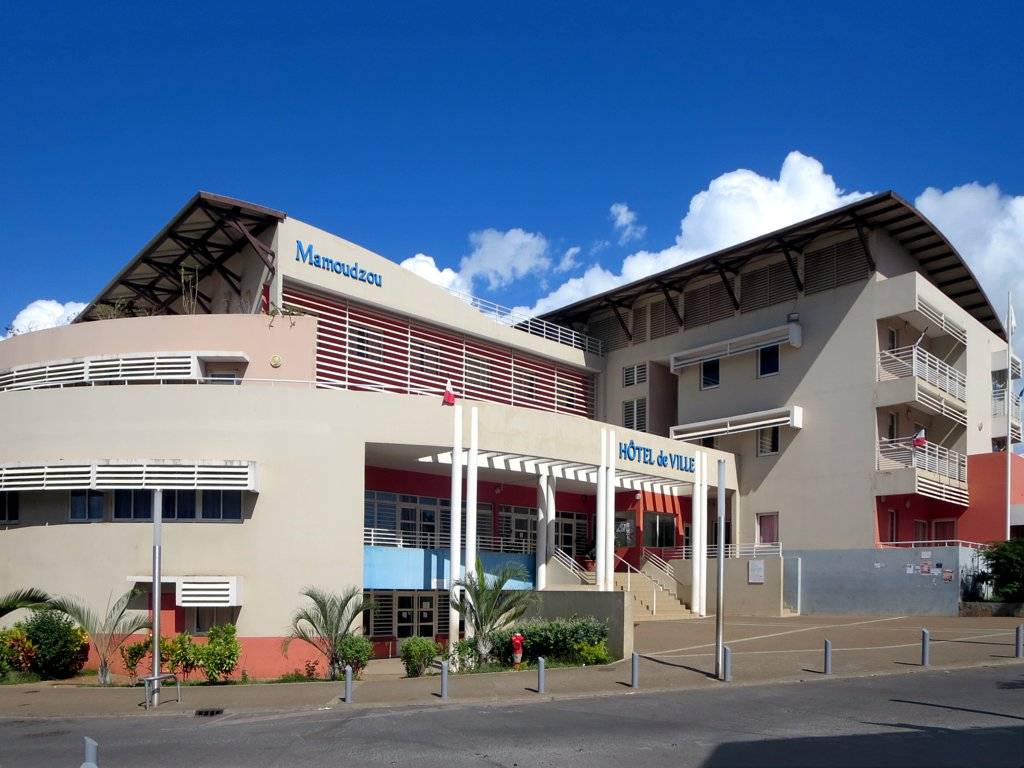
马穆楚市政厅

马穆楚的现任市长为安布迪瓦赫杜·苏迈拉先生（Ambdilwahedou SOUMAILA），他是共和国人的一名成员，在2020年的市政选举中获得了41.38%的支持率。
| 马穆楚历届市长 | 马穆楚历届市长                              | 马穆楚历届市长    |
| 任期           | 市长                                        | 党派              |
| -------------- | ------------------------------------------- | ----------------- |
| 1977年－1995年 | Abdallah Houmadi 阿卜杜拉·胡马迪            | 不详              |
| 1995年－2001年 | Halidi SÉLÉMANI 哈利迪·塞莱马尼             | 不详              |
| 2001年－2008年 | Abdallah HASSANI 阿卜杜拉·哈萨尼            | MDM马约特发展运动 |
| 2008年－2014年 | Abdourahamane SOILIHI 阿卜杜拉哈马内·索利希 | UMP人民运动联盟   |
| 2014年－2020年 | Mohamed MAJANI 穆罕默德·马贾尼              | MDM马约特发展运动 |
| 2020年－       | Ambdilwahedou SOUMAILA 安布迪瓦赫杜·苏迈拉  | LR共和黨          |

### 各级选举
| 马穆楚历届投票选举结果 | 马穆楚历届投票选举结果 | 马穆楚历届投票选举结果 | 马穆楚历届投票选举结果 | 马穆楚历届投票选举结果                      | 马穆楚历届投票选举结果 | 马穆楚历届投票选举结果 | 马穆楚历届投票选举结果                 | 马穆楚历届投票选举结果 | 马穆楚历届投票选举结果 |
| 选举项目               | 选举范围               | 选区单位               | 选区单位内的选举结果   | 选区单位内的选举结果                        | 选区单位内的选举结果   | 选区单位内的选举结果   | 选区单位内的选举结果                   | 选区单位内的选举结果   | 参考资料               |
| 选举项目               | 选举范围               | 选区单位               | 第一轮胜出者           | 第一轮胜出者                                | 支持率                 | 第二轮胜出者           | 第二轮胜出者                           | 支持率                 | 参考资料               |
| ---------------------- | ---------------------- | ---------------------- | ---------------------- | ------------------------------------------- | ---------------------- | ---------------------- | -------------------------------------- | ---------------------- | ---------------------- |
| 2017年法國總統選舉     | 法國                   | 市镇                   |                        | 埃马纽埃尔·马克龙                           | 29.56%                 |                        | 埃马纽埃尔·马克龙                      | 72.46%                 | [ 28 ]                 |
| 2017年法国立法选举     | 马约特省第一选区       | 市镇（部分）           |                        | 巴卡尔·阿里·博托                            | 21.39%                 |                        | 埃拉德·查克里娜                        | 53.65%                 | [ 28 ]                 |
| 2017年法国立法选举     | 马约特省第二选区       | 市镇（部分）           |                        | 曼苏尔·卡马丁                               | 31.41%                 |                        | 曼苏尔·卡马丁                          | 56.88%                 | [ 28 ]                 |
| 2019年欧洲议会选举     | 法國                   | 市镇                   |                        | 若尔当·巴尔代拉                             | 34.99%                 | （不适用）             | （不适用）                             | （不适用）             | [ 30 ]                 |
| 2021年法国省级选举     | 马约特                 | 第一县                 |                        | 哈萨娜·艾哈迈德·霍马迪 萨伊德·马利迪·马利米 | 32.21%                 |                        | 埃尔安里夫·哈萨尼 法里扬蒂·姆达拉      | 53.65%                 | [ 31 ]                 |
| 2021年法国省级选举     | 马约特                 | 市镇 （第一县部分）    |                        | 哈萨娜·艾哈迈德·霍马迪 萨伊德·马利迪·马利米 | 32.21%                 |                        | 埃尔安里夫·哈萨尼 法里扬蒂·姆达拉      | 53.65%                 | [ 31 ]                 |
| 2021年法国省级选举     | 马约特                 | 第二县                 |                        | 扎基亚·曼波 扎伊杜·塔万迪                   | 39.28%                 |                        | 莱尼·阿卜杜拉-博伊纳 埃利亚西尔·曼鲁弗 | 50.99%                 | [ 31 ]                 |
| 2021年法国省级选举     | 马约特                 | 市镇 （第二县部分）    |                        | 扎基亚·曼波 扎伊杜·塔万迪                   | 39.28%                 |                        | 莱尼·阿卜杜拉-博伊纳 埃利亚西尔·曼鲁弗 | 50.99%                 | [ 31 ]                 |
| 2021年法国省级选举     | 马约特                 | 第三县                 |                        | 埃莱娜·波洛泽克 纳贾耶丁·西迪               | 28.03%                 |                        | 埃莱娜·波洛泽克 纳贾耶丁·西迪          | 53.11%                 | [ 31 ]                 |
| 2021年法国省级选举     | 马约特                 | 市镇 （第三县部分）    |                        | 埃莱娜·波洛泽克 纳贾耶丁·西迪               | 28.03%                 |                        | 埃莱娜·波洛泽克 纳贾耶丁·西迪          | 53.11%                 | [ 31 ]                 |
| 2022年法国总统选举     | 法國                   | 市镇                   |                        | 让-吕克·梅朗雄                              | 32.14%                 |                        | 埃马纽埃尔·马克龙                      | 56.01%                 | [ 28 ]                 |
| 2022年法国立法选举     | 马约特省第一选区       | 市镇（部分）           |                        | 伊西哈卡·阿卜杜拉                           | 21.39%                 |                        | 埃丝泰尔·尤索法                        | 62.04%                 | [ 28 ]                 |
| 2022年法国立法选举     | 马约特省第二选区       | 市镇（部分）           |                        | 曼苏尔·卡马丁                               | 41.47%                 |                        | 曼苏尔·卡马丁                          | 54.64%                 | [ 28 ]                 |

## 人口
2018年，马穆楚市镇人口数量为71,437，在法国排名第71位，人口密度为1,689人/平方公里，当地居民被称为（男性）或（女性）。2019年，马穆楚境内出生3,088人，死亡人口197人。
| 马穆楚1978年－2018年人口变化情况 |
|                                  |
| 数据来源：INSEE                  |

## 经济
马穆楚是马约特的政治和经济中心。截止2022年7月，马穆楚市镇范围内共有各类用人单位（包含自雇）7,458家，平均历史为12年，其中98.54%为中小型企业（PME），2022年5月至7月间，当地的经济活力指数为0.67%。（药品）、（公路建设）及（商务）是当地2021年营业额最高的三个企业，分别为13,839,983欧元、6,112,081欧元和2,677,230欧元。由于马约特市场并不对周边的非洲国家开放，馬穆楚的物资多需要从欧盟高价进口，加上零售业者缺乏竞争，当地生活成本较高:22。

## 财政与居民收入
2020年，马穆楚的财政收入总额为50,772,400欧元，财政支出总额为46,747,800欧元，当年的债务总额为28,329,800欧元。2021年，马穆楚共获得19,755,527欧元的国家财政补助，比上一年增加了9.78%。
2020年，马穆楚的家庭平均月收入总额为963欧元，低于法国平均水平（2,303欧元）。
2018年，马穆楚境内17%的家庭拥有纳税资格，平均纳税4,143欧元，高于法国平均水平（3,910欧元）。

## 社会事务

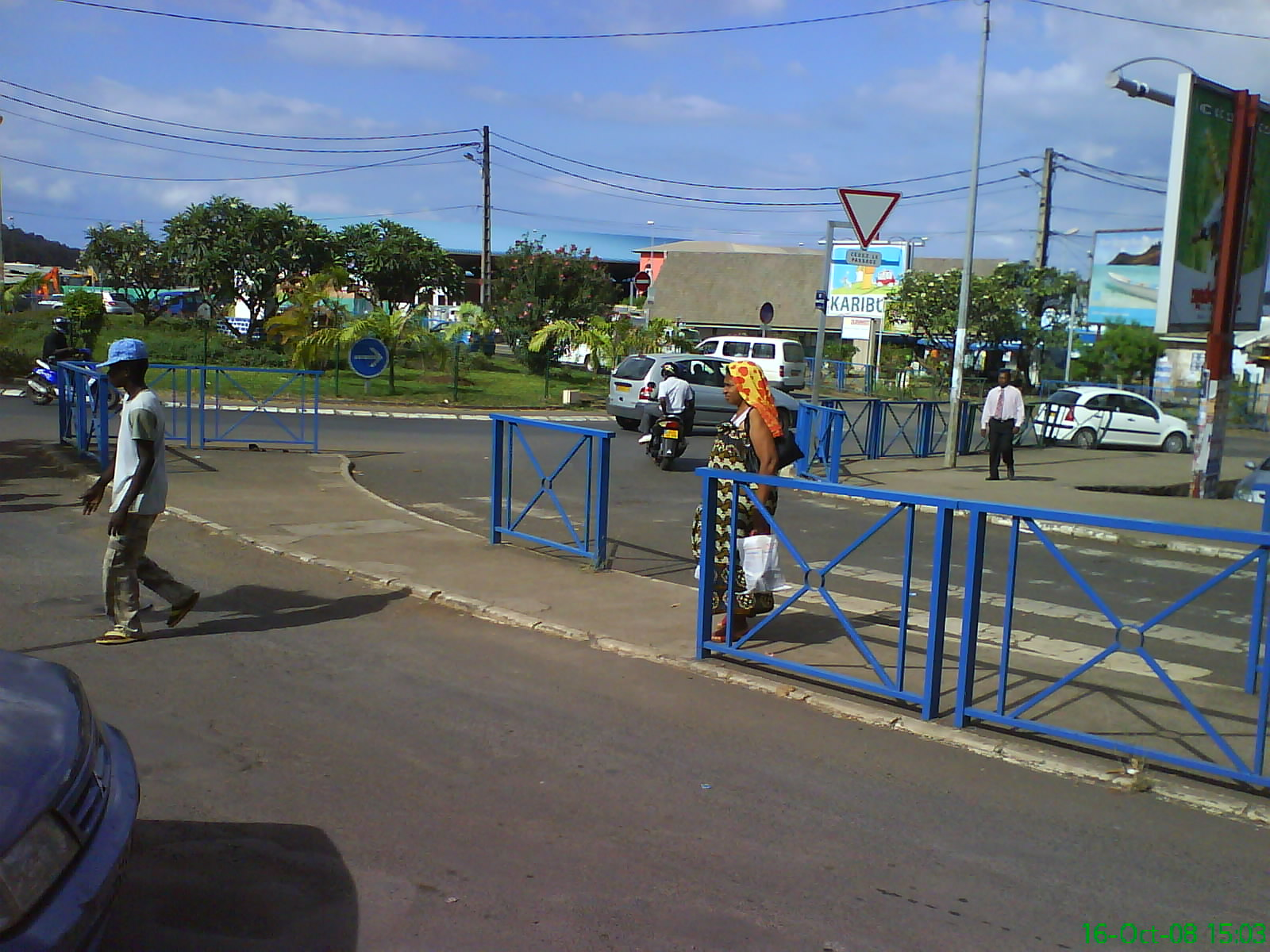
马穆楚的一处街道

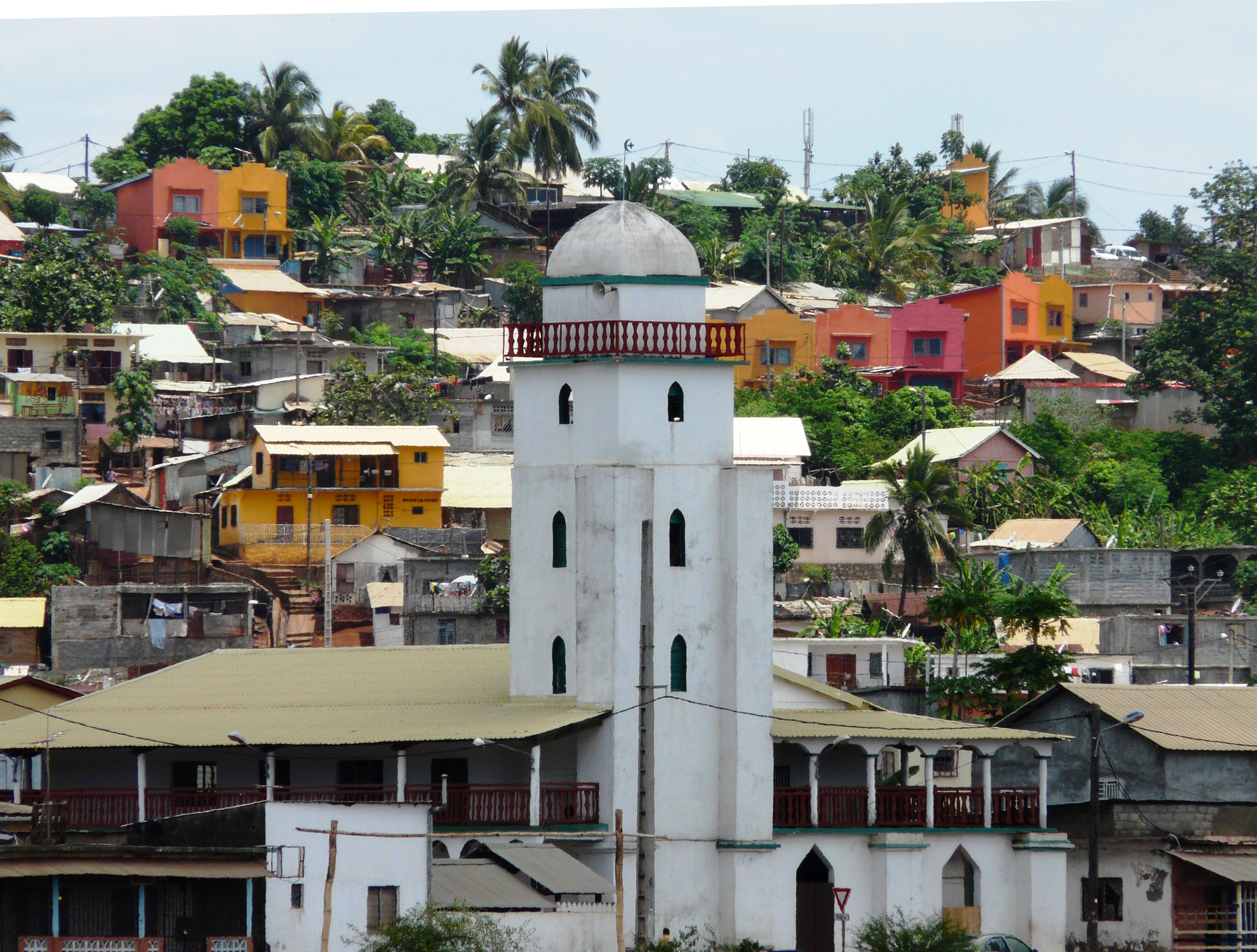
马穆楚姆察佩雷街区

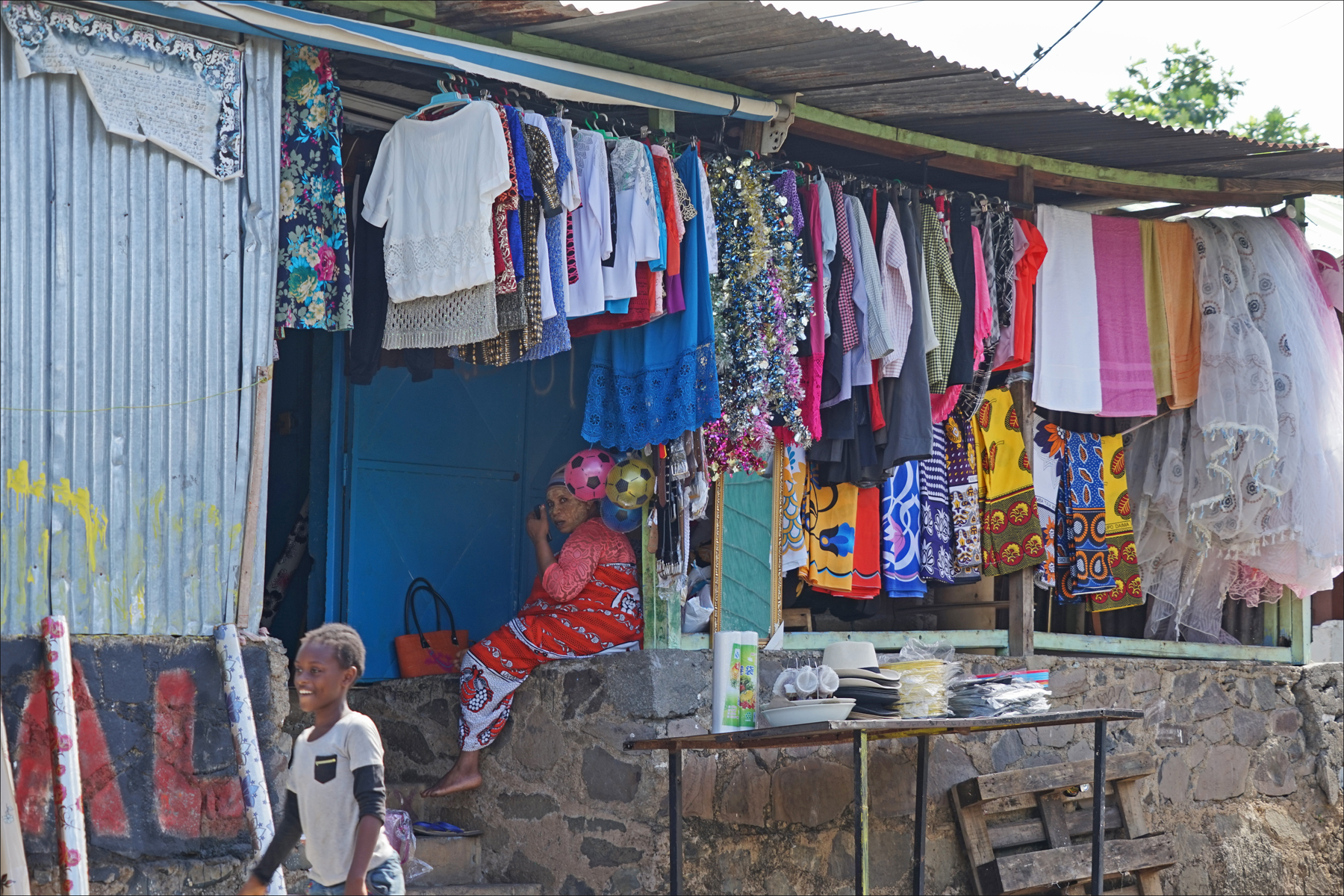
传统服饰商铺

### 教育
马穆楚属于马约特学区。截止2020年1月1日，马穆楚境内共有13所幼儿园、29所小学、7所初级中学和3所普通高中，其中一所高中开设大学校预科班。

### 医疗
截止2020年1月1日，马穆楚境内共有全科医生14名、保健师13名、牙医6名、护士61名、眼科医生1名、助产士11名、儿科医生1名和妇科医生2名。境内共有药房8家、养老院1家、残疾人帮扶中心3家。
马约特中心医院是法国的一个区域性医疗机构，其主病区位于马穆楚市区北部，设有床位543个，是当地规模最大的公立综合性医院。

### 住房
2020年，马穆楚境内共有1,100套社会保障性住房，入住率为97.9%。
在住房保障政策方面，2020年，马穆楚境内共有421户家庭获得了住房经济补助，受益人数占总人口数量的0.6%，其中347份为房租补助。

### 商业
2020年，马穆楚境内共有各类实体商铺1,146家，其中餐厅245家、大型超市22家、杂货店675家、面包房40家、肉铺4家、书店20家、装饰品店24家、银行门店10家、美容美发店25家、汽车维修店87家。市区北部建有Sodifram Kawéni、Intersport等超市。

### 体育
2020年，马穆楚境内共有4间体育馆、1座综合体育场、3处网球场、7处足球或橄榄球场以及2处篮球或排球球场。
截至2022年7月，马穆楚境内共有37家注册足球俱乐部，其中姆察佩雷足球俱乐部（编号545341）是当地的代表性足球队，2022至2023赛季参加马约特足球联赛，其主场为姆祖阿济亚球场，可同时容纳近两千名观众。

### 环境
马穆楚的环境事务由其所属的当贝尼-马穆楚城市圈公共社区联合各级政府协调负责。2019年，马穆楚境内共有1家污染企业。

### 治安
2019年，马穆楚市镇范围内共有1处派出所和1处宪兵队。
2014年，马穆楚境内累计记录各类案件4,052起，其中盗窃类案件2,819起，经济类案件109起，毒品交易类案件31起。有学者指出来自科摩罗、马达加斯加等地的非法移民人数的不断增加导致了馬穆楚社会治安的恶化，当地亦曾因此爆发反对非法移民的示威游行:17-18。

## 文化
2020年，马穆楚境内暂无任何文化设施。马穆楚市政府提供多媒体中心，每周一至五向公众开放。

### 建筑
马穆楚境内有多处历史建筑，法蒂玛圣母教堂、姆察佩雷清真寺（Mosquée de Mtsapéré）等是当地的地标性建筑物。

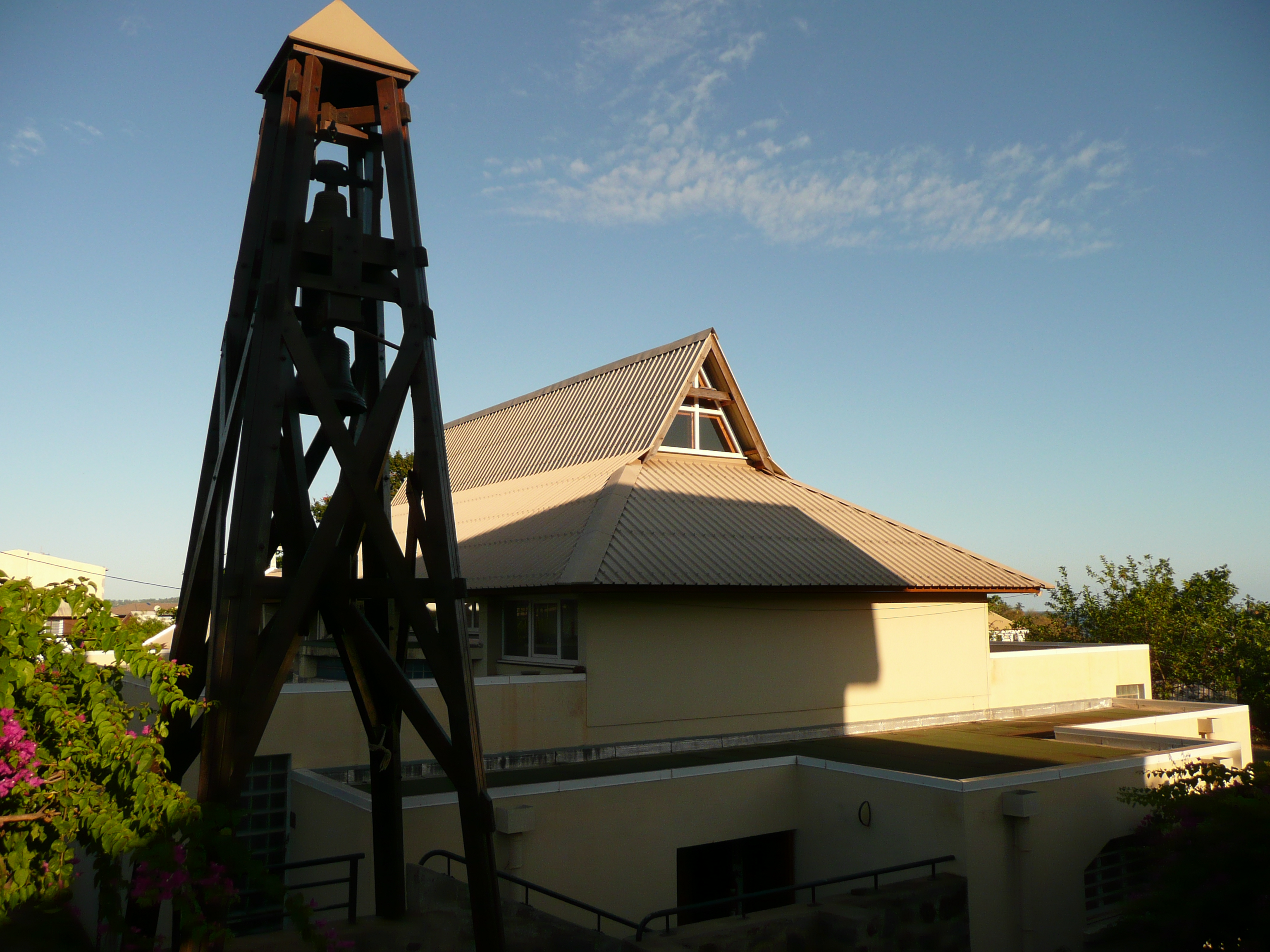
法蒂玛圣母教堂（英语：Our Lady of Fatima Church, Mamoudzou）
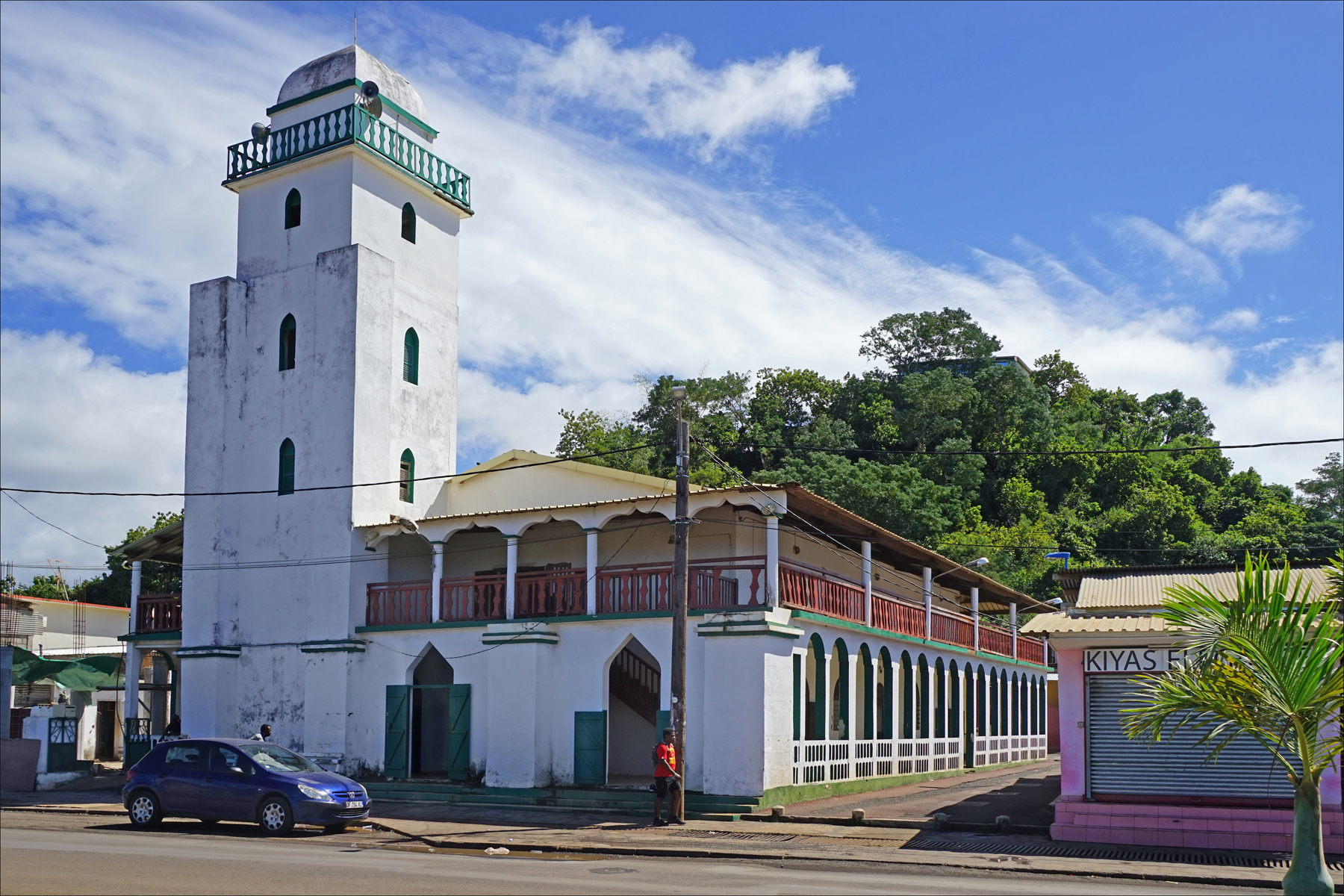
姆察佩雷清真寺
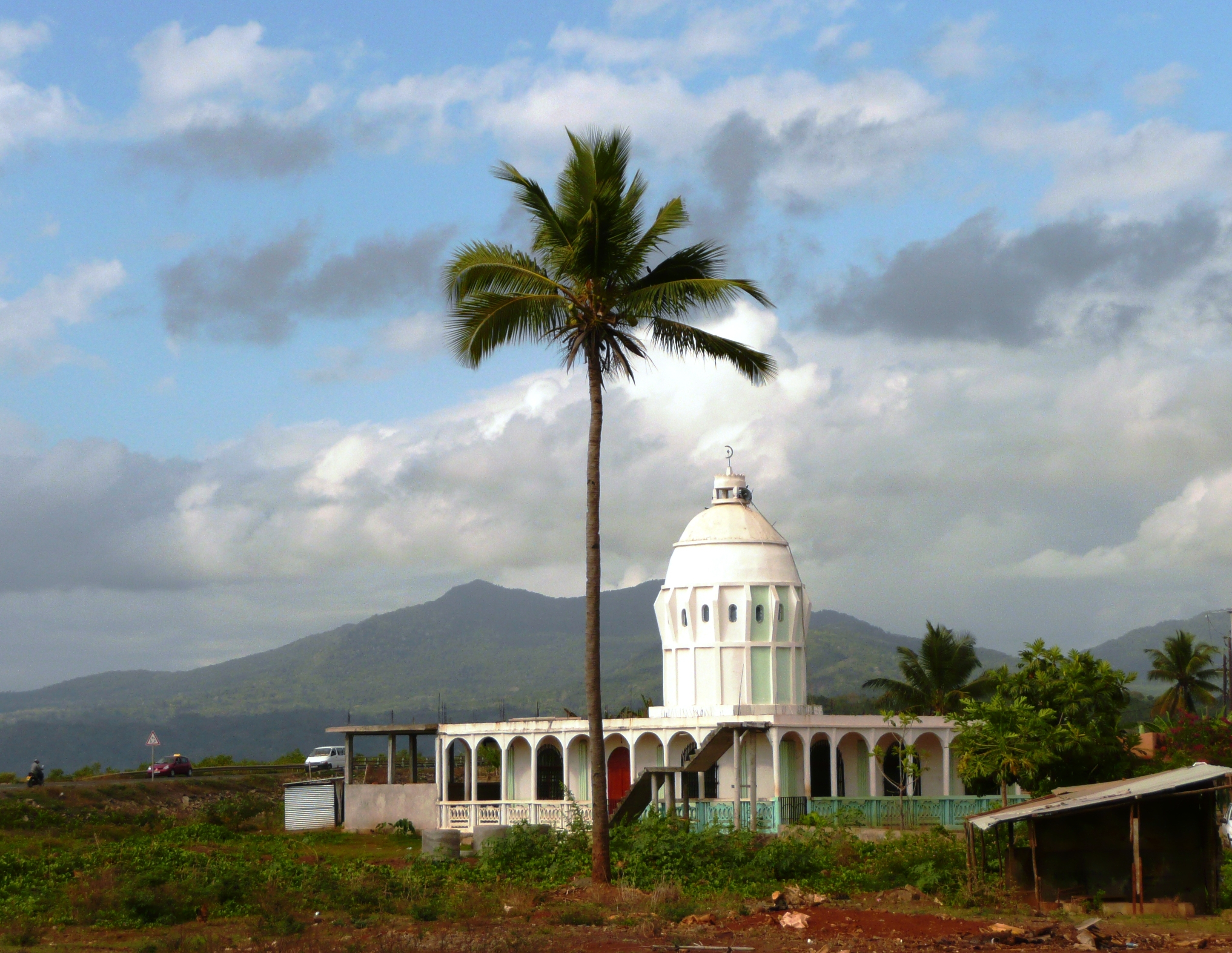
帕萨马伊恩提清真寺
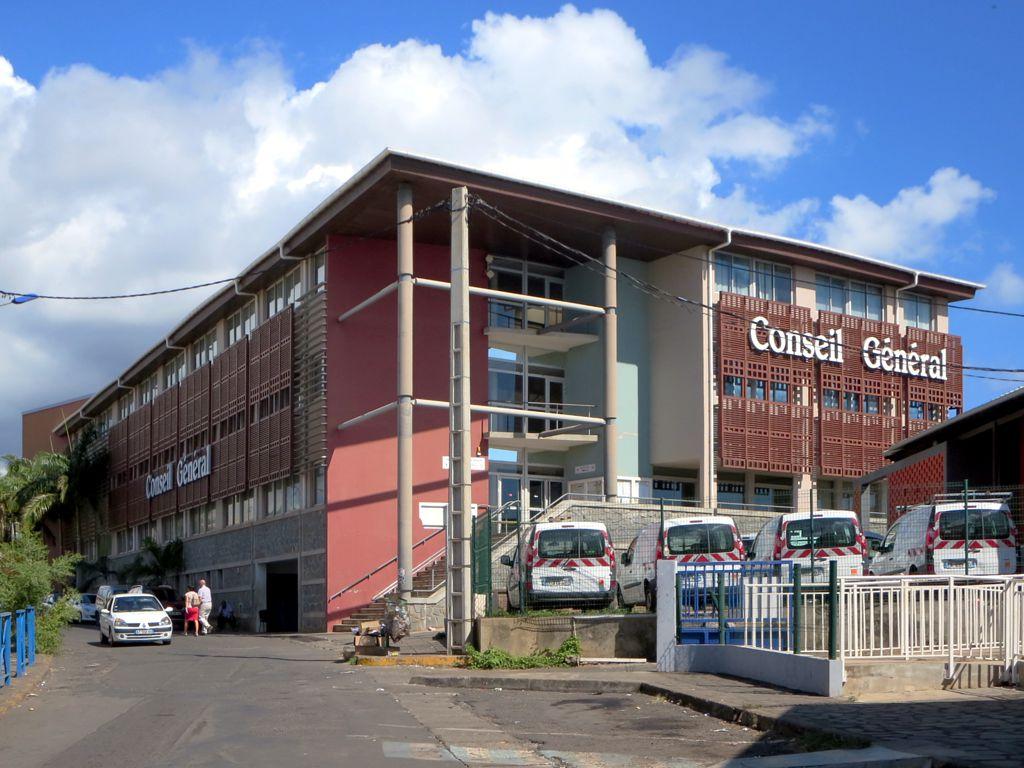
马约特政府大楼
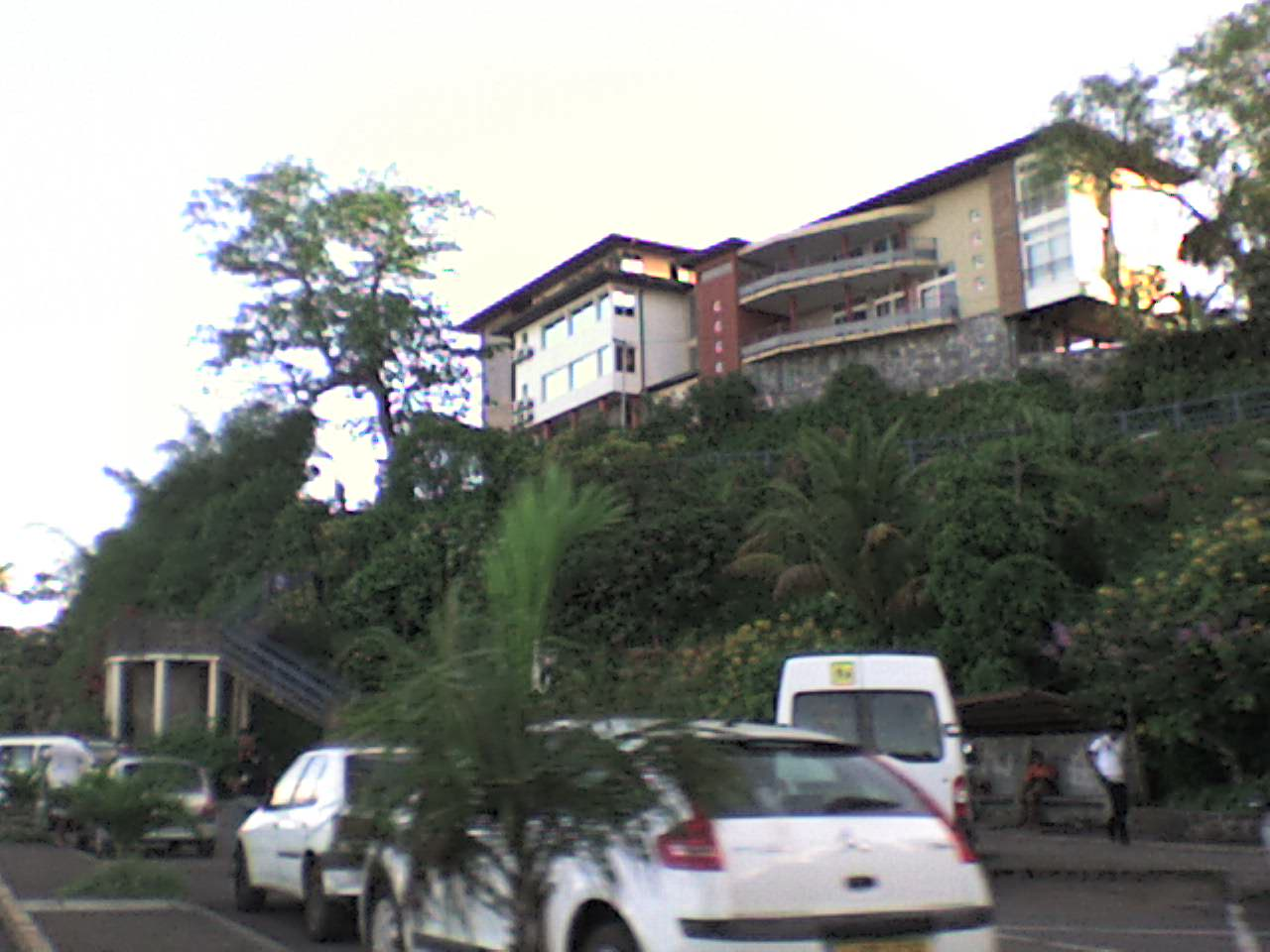
现代居民区
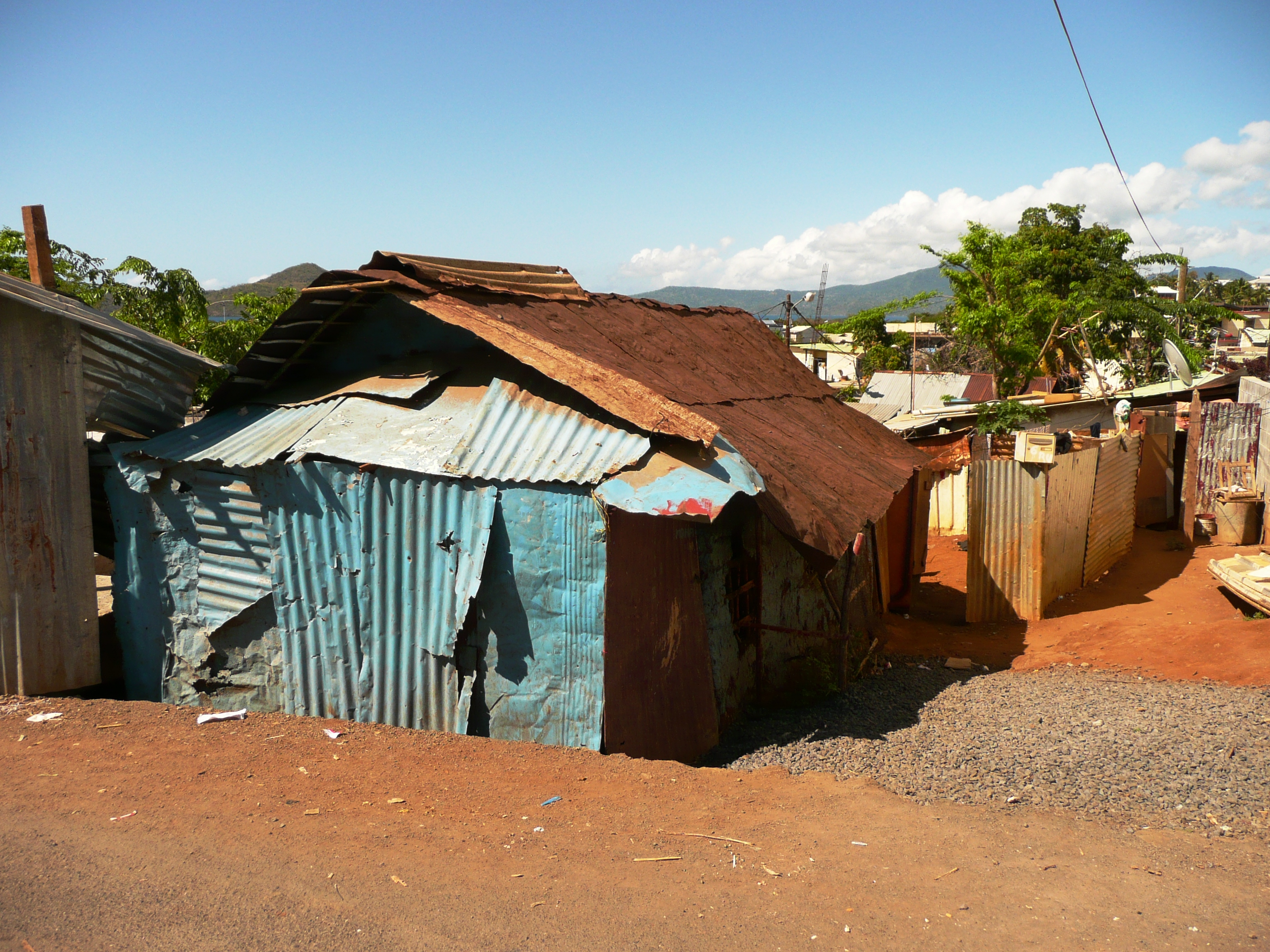
民居1
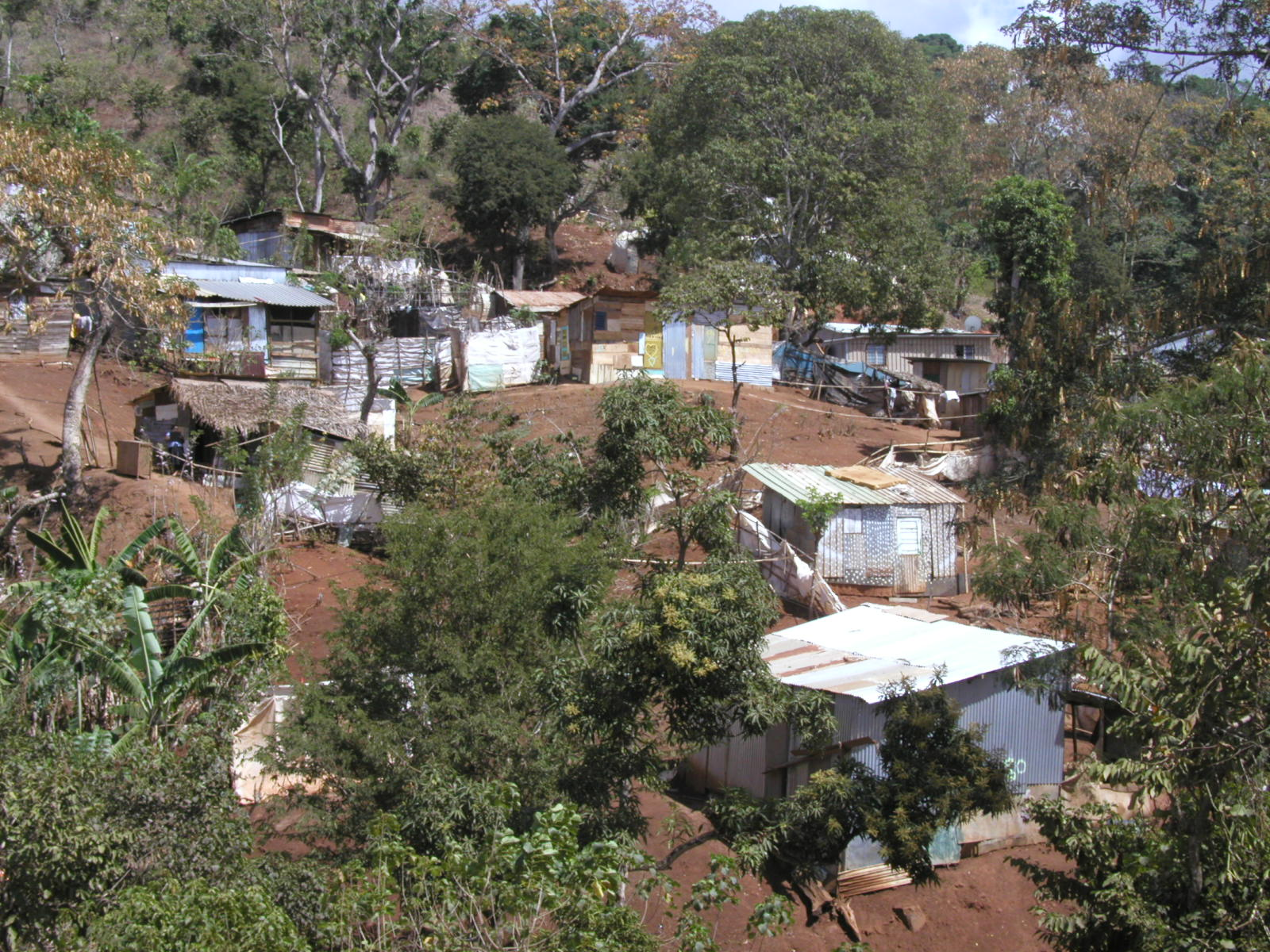
民居2

### 旅游
马穆楚的旅游事务由各级政府协调负责。2021年，马穆楚境内有多处酒店。

### 媒体
法国主要的媒体均可在马穆楚接收，法国电视一台下属的马约特第一电视台主要播出马穆楚所属区域的地方新闻。Kwezi电视台、马约特第一广播等是当地主要的地方性媒体。

## 友好城市
截至2022年7月，马穆楚共与一座城市互为友好城市关系：
- 多哥 帕利梅